# Палмейра (Санту-Тирсу)
Палмейра (порт. Palmeira) — район (фрегезия) в Португалии, входит в округ Порту. Является составной частью муниципалитета Санту-Тирсу. Находится в составе крупной городской агломерации Большой Порту. По старому административному делению входил в провинцию Дору-Литорал. Входит в экономико-статистический субрегион Аве, который входит в Северный регион. Население составляет 1104 человека на 2001 год. Занимает площадь 3,39 км².